# Monti Miller
I monti Miller sono un catena montuosa situata nella regione centrale della Terra di Oates, nell'Antartide orientale. La catena, che fa parte della più vasta catena dei monti Transantartici, si trova in particolare nell'entroterra della costa di Shackleton, davanti alla barriera di Ross, e si estende in direzione nord-sud per circa 80 km arrivando a una larghezza di circa 32; essa è delimitata a est dal ghiacciaio Marsh, che la separa dalle monti della Regina Elisabetta, a nord-ovest e a nord dal ghiacciaio Nimrod, che la separa dalla dorsale dei Geologi, e a sud-est e a sud dall'Altopiano Antartico. La più importante formazione della catena è il ghiacciaio Argosy, che la taglia in due all'altezza delle cime Aurora, mentre la sua vetta più alta è quella del duomo Lookout, che arriva a 2471 m s.l.m..

## Storia
I monti Miller sono stati scoperti durante la spedizione Nimrod, comandata da Ernest Shackleton e condotta tra il 1907 e il 1909, e sono stati poi così battezzati dai membri della squadra neozelandese della Spedizione Fuchs-Hillary, condotta nel 1955-1958, in onore di Joseph Holmes Miller, un membro di quella spedizione che esplorò questa zona assieme a G. W. Marsh.